# Paepalanthus superbus
Paepalanthus superbus är en gräsväxtart som beskrevs av Wilhelm Willy Otto Eugen Ruhland. Paepalanthus superbus ingår i släktet Paepalanthus och familjen Eriocaulaceae.

## Underarter
Arten delas in i följande underarter:
- P. s. gracilis
- P. s. niveoniger
- P. s. superbus